# Godwin de Wessex
Godwin de Wessex (Anglès antic: Godƿin) (1001 - 15 Abril 1053) fou un dels nobles més poderosos del Regne d'Anglaterra sota el regnat del danès Canut II de Dinamarca i els seus successors. Canut el va distingir com a primer Comte de Wessex. Godwin fou el pare del rei Harold II d'Anglaterra i també d'Edith de Wessex, muller del rei Eduard el Confessor.

## Ascens al poder
Es creu que el pare de Godwin fou Wulfnoth Cild, un noble anglosaxó de Sussex. L'any 1009 Wulfnoth fou acusat de diversos crims pel rei Etelred l'Indecís i es va veure obligat a fugir amb el seu estol de 20 naus. Al fugir el seu pare, Godwin va quedar al servei del fill gran del rei, Etelstan, qui en morir li va retornar les terres de Sussex que havien estat del seu pare.
Un cop el rei danès Canut es va fer amb la corona d'Anglaterra, Godwin va començar a acumular més terres i més poder. Cap al 1020 ja era senyor de tot Wessex. Entre 1019 i 1023 va acompanyar a Canut en una expedició a Dinamarca on va destacar pel seu valor, i poc després es va casar amb Gytha Thorkelsdóttir, germana del poderós Ulf Thorgilsson, cunyat del mateix Canut.

## Mort de Canut
El 12 de novembre de 1035 moria Canut i els seus regnes es van repartir entre tres rivals: Harold Harefoot, fill bastard de Canut, es va ver amb el tron d'Anglaterra. Hardecanut, fill de Canut i Emma de Normandia, va regnar a Dinamarca i les terres de Noruega van quedar sota el poder del rebel Magne Olavsson.
L'any 1035, Alfred Eteling va reclamar el tron d'Anglaterra. Alfred era el fill petit d'Etelred l'Indecís i Emma de Normandia, i per tant, germanastre per part de mare de Hardecanut. Però Godwin el va prendre i el va entregar al rei Harold Harefoot, qui el va fer cegar. Alfred moria poc després.
El 1040 moria Harold Harefoot i Godwin va fer costat el nou pretendent, Hardecanut, però aquest moria dos anys després. Només llavors Godwin va retirar el seu suport als danesos per donar suport a la branca anglosaxona de pretendents en la persona d'Eduard el Confessor, darrer fill viu d'Etelred l'Indecís. Eduard havia estat trenta anys a l'exili a Normandia, terra de la seva mare Emma.

## Mort i successió
Tot i haver traït i capturat el germà petit del nou rei, Godwin seguia sent un personatge poderós, estatus que va intentar assegurar casant la seva filla Edith amb el mateix rei Eduard l'any 1045. Malgrat tot, Eduard havia portat amb ell un gran nombre de consellers, nobles i religiosos de Normandia i aviat es va crear un grup d'oposició a la influència normanda, liderat pel fill de Godwin, Harold.
Amb ocasió d'uns grans aldarulls que van succeir a Dover entre anglosaxons locals i els normands liderats per Eustaqui II de Boulogne, Eduard va ordenar a Harold que castigués la població, però aquest va refusar, preferint defensar els seus compatriotes. Eduard va aprofitar l'ocasió per desterrar a Godwin, Harold i tots els seus germans, a qui no tenia cap estima, però tots ells retornaren tot just un any més tard amb el suport de l'exèrcit, els nobles i els plebeus i Eduard es va veure obligat a retornar-los les seves terres.
El 15 d'abril del 1053, durant un banquet reial, Godwin moria sobtadament, probablement d'un atac de cor. El seu fill Harold el va succeir com a comte de Wessex, qui va aprofitar el seu poder per posar el seu germà Tostig Godwinsson al capdavant de Northumbria al nord.
A la mort d'Eduard, Harold es va proclamar rei, es va casar amb la germana dels comtes de Mèrcia i Northumbria. Tot semblava que Harold ho tenia tot a favor per iniciar una nova dinastia que governés Anglaterra, però en canvi fou derrotat durant la Conquesta normanda d'Anglaterra i mort en la batalla de Hastings junt amb els seus germans Gyrth i Leofwine.

## Fills
1. Edith de Wessex, (1020 - 18 desembre 1075), reina i muller d'Eduard el Confessor
2. Harold Godwinson o rei Harold II d'Anglaterra (1022 - 14 octubre 1066)
3. Sweyn Godwinson, comte de Mèrcia (1023 - 29 setembre 1052)
4. Tostig Godwinson, comte de Northumbria (1026 - 25 setembre 1066)
5. Gyrth Godwinson (mort el 14 octubre 1066)
6. Leofwine Godwinson, comte de Kent (mort el 14 octubre 1066)
7. Wulfnoth Godwinson (mort després del 1087)
8. Alfgar, monjo a Reims
9. Elgiva (morta 1066)
10. Gunhilda, monja, (morta el 24 agost 1087)[6]